# Пушвиц
Пушвиц или Бушице (њем. Puschwitz, глсрп. Bóšicy) општина је у њемачкој савезној држави Саксонија. Једно је од 63 општинска средишта округа Бауцен. Посједује регионалну шифру (AGS) 14625460.

## Географски и демографски подаци
Општина се налази на надморској висини од 180 метара. Површина општине износи 11,7 km². У самом мјесту је, према процјени из 2010. године, живјело 955 становника. Просјечна густина становништва износи 81 становника/km².